# M1127偵察車
M1127偵察車（英語：M1127 Reconnaissance Vehicle, RV）是美國史崔克裝甲車系列的裝甲偵察車版本，然而它也能擔任裝甲運兵車的角色。

## 概述
M1127 RV提供了目標偵察、監測暨搜索（英語：Reconnaissance, surveillance, and target acquisition；RSTA）小隊及偵察部隊一個完整的平台來進行偵察及監視等任務。當作為裝甲運兵車使用時，M1127能夠載運7名乘員（含乘組員在內）。
M1127能夠為蒐集情報的部隊帶來相當有力的支援。
通常而言，美軍的偵察部隊在編制上是隸屬於部隊指揮部的；一支偵察部隊通常會含有一支火力支援小隊及三個偵察排。每個偵察排都會配備四輛M1127，其武裝可能為12.7毫米M2HB重機槍或40毫米Mk 19自動榴彈發射器；領頭的M1127除了本身的武裝外，還會安裝一套長程先進偵蒐系統（英語：Long range advance scout surveillance system）。當執行偵察任務時，每輛M1127都會載運3名乘員以及4名負責下車蒐集情報的偵察隊員（若有翻譯人員則人數會變為6人）。偵察排裡的每個偵察小隊都會分配到一名35M HUMINT人員情報蒐集员。火力支援小組則擁有4輛M1129迫擊炮車及一輛炮兵指揮車以提供必要時的火力支援。

## 任務執行能力
M1127 RV是以M1126 ICV為基礎改造而來的，因此兩者除了裝備有異外，基本上並無不同。然而，M1127 RV是一種比M1126 ICV更多樣化的裝甲平台，並能將史崔克裝甲車的任務執行距離極大化，同時又能減少以人力執行偵察時所需的後勤支援以及被發現的可能。

## 資料來源
This article incorporates work from https://web.archive.org/web/20120730024343/http://www.sbct.army.mil/Reconnaissance-vehicle.html, which is in the public domain as it is a work of the United States Military.